# Algoma (Mississippi)
Algoma é uma cidade  localizada no estado americano de Mississippi, no Condado de Pontotoc.

## Demografia
Segundo o censo americano de 2000, a sua população era de 508 habitantes.
Em 2006, foi estimada uma população de 546, um aumento de 38 (7.5%).

## Geografia
De acordo com o United States Census Bureau tem uma área de
17,1 km², dos quais 17,0 km² cobertos por terra e 0,1 km² cobertos por água.

## Localidades na vizinhança
O diagrama seguinte representa as localidades num raio de 24 km ao redor de Algoma.